# Yonen Buzz

Yonen Buzz est une bande dessinée allemande aux influences manga de Christina Plaka. Elle est en cours de publication en Allemagne et en France. 

## Synopsis
Jun, Sayuri et Atsushi, partagent une même passion : la musique. Avec leur groupe "PLASTIC CHEW", qu’ils ont créé au lycée, ils espèrent bien accéder au sommet du show-business. mais les trois jeunes gens sont aussi très occupés par leurs petits boulots, leurs études et leurs amours. Quel prix sont-ils prêts à payer pour réaliser leurs rêves...